# Doloria (Dolorietta) antarctica
Doloria (Dolorietta) antarctica is een mosselkreeftjessoort uit de familie van de Cypridinidae. De wetenschappelijke naam van de soort is voor het eerst geldig gepubliceerd in 2012 door Chavtur, Brandao, Bashmanov.